# 冷水峠 (福岡県)
冷水峠（ひやみずとうげ）は、福岡県飯塚市内野と筑紫野市山家にまたがる峠である。

## 地理
飯塚市の南端部の内野地区と、筑紫野市の東端部の山家地区にまたがって位置する峠である。
鉄道としては筑豊本線（原田線）が通っており、同線の筑前内野駅 - 筑前山家駅間に位置する。頂上部は延長3,286mの冷水トンネルで越える。冷水トンネルの前後はR200 - 300の急カーブや最大25‰の急勾配が連続しており、蒸気機関車が運用されていた昭和40年代までは機関車牽引の列車には補助機関車を連結していた。
道路としては国道200号と、同道のバイパス道路である冷水道路が通る。国道200号旧道は急カーブと急勾配で峠を越える。冷水道路は国道200号旧道に比べカーブが緩やかで、1985年に完成した延長2,891mの冷水トンネルで峠を越える。飯塚市と鳥栖市・久留米市などの間を行き来する自動車が通行し、交通の要所となっている。
冬場には路面凍結や積雪が発生することがある。
江戸時代には長崎街道がこの峠を通っていた。同街道の内野宿 - 山家宿間に位置しており、「九州の箱根」と呼ばれる難所であった。現在、飯塚市内野地区に当時の石畳の道の一部が残っている。

## 主な出来事
- 1931年（昭和6年）6月22日 - 峠付近に日本空輸旅客機が墜落。乗員・乗客3人が死亡[2]。